# Кхами
Кхами — руины города, расположенные в 22 километрах к западу от Булавайо, административного центра провинции Северный Матабелеленд, Зимбабве. Данный город являлся столицей королевства Бутва династии Торва. Ныне это национальный памятник, занесённый ЮНЕСКО в Список всемирного наследия в 1986 году.

## Описание
Поселение, руины которого можно видеть в настоящее время, является развитием архитектурной формы, возникшей на территории современного Зимбабве в XIII веке. Форма зданий и стиль, в котором они построены (дома небольшого размера с фундаментами и подвалами) показывают, что строители при их возведении справились с проблемой острой нехватки строительного камня в данной местности, хотя в целом здания в Кхами производят (внешне) впечатление более бедных и менее развитых, чем в Большом Зимбабве.

## История
Город был основан, вероятно, в середине XV века, во время исчезновения средневекового зимбабвийского государства.
Он был столицей государства династии Торва в течение примерно 200 лет, начиная примерно с 1450 года. После этого (обычно считается, что это произошло в 1683 году) город был разграблен Чангамире Домбо, возглавлявшим армию родзи из Мономотапы. Раскопки показывают, что Кхами не был заселён после завоевания родзи, которые основали свою новую столицу, Дало-Дало, недалеко от этого места.
Кхами включал в себя семь кварталов, в которых проживала королевская семья, и открытые площади, в которых жили простые люди. Сохранились руины королевского дворца, который был расположен на большей высоте по сравнению с другими зданиями в этом районе. Также сохранился христианский крест, возможно, воздвигнутый здесь европейскими миссионерами. Также руины сохранились на восточном берегу реки Кхами. Существует гипотеза, что другие сохранившиеся руины могли представлять собой загоны для скота и подпорные стены, расположенные в шахматном порядке. Более поздние раскопки (2000—2006 годы) показали, что стены в западной части города были богато декорированы.